# Championnat du Nigeria de football 1994
Navigation
Saison précédente Saison suivante
La saison 1994 du Championnat du Nigeria de football est la quatrième édition de la première division professionnelle à poule unique au Nigeria, la First Division League. Dix-sept clubs prennent part au championnat qui prend la forme d'une poule unique où toutes les équipes se rencontrent deux fois au cours de la saison. En fin de saison, pour permettre le retour du championnat à 16 clubs, les trois derniers du classement sont relégués et remplacés par les deux meilleurs clubs de Division II, la deuxième division nigériane.
C'est le club des BCC Lions qui termine en tête du classement final, avec quatre points d'avance sur un duo composé du Shooting Stars FC et d'Enyimba FC, club promu de Division Two. C'est le tout premier titre de champion du Nigeria de l'histoire du club, qui réussit même le doublé en battant Julius Berger FC en finale de la Coupe du Nigeria. 
Le tenant du titre, Iwuanyanwu Nationale, ne termine qu'à la treizième place du classement, à dix-huit points du nouveau champion.

## Les clubs participants
| - Julius Berger FC - Shooting Stars FC - Plateau United - Enyimba FC - Promu de Division II - BCC Lions - Bendel Insurance - Enugu Rangers - Nitel Vasco de Gama - Promu de Division II - Gombe United FC - Promu de Division II | - Sharks FC - Kano Pillars - Iwuanyanwu Nationale - Vigilant Insurance Professionals - El-Kanemi Warriors - Concord FC - Ranchers Bees - Promu de Division II - Udoji United FC |

## Compétition
Le barème de points servant à établir le classement se décompose ainsi :
- Victoire : 3 points
- Match nul avec buts : 2 points
- Match nul 0-0 : 1 point
- Défaite : 0 point

### Classement
| Rang | Équipe                           | Pts | J  | G  | N   | P  | Bp | Bc | Diff |
| ---- | -------------------------------- | --- | -- | -- | --- | -- | -- | -- | ---- |
| 1    | BCC LionsC                       | 63  | 32 | 16 | 5/5 | 6  | 39 | 21 | +18  |
| 2    | Shooting Stars FC                | 59  | 32 | 15 | 6/2 | 9  | 39 | 26 | +13  |
| 3    | Enyimba FCP                      | 59  | 32 | 16 | 4/3 | 9  | 31 | 24 | +7   |
| 4    | Julius Berger FC                 | 58  | 32 | 13 | 7/5 | 6  | 43 | 25 | +18  |
| 5    | Udoji United FC                  | 55  | 32 | 12 | 9/1 | 10 | 39 | 30 | +9   |
| 6    | Sharks FC                        | 47  | 32 | 15 | 0/2 | 15 | 34 | 26 | +8   |
| 7    | Concord FC                       | 47  | 32 | 11 | 5/4 | 12 | 30 | 36 | -6   |
| 8    | Enugu Rangers                    | 46  | 32 | 10 | 6/4 | 12 | 31 | 26 | +5   |
| 9    | Plateau United                   | 46  | 32 | 11 | 5/3 | 13 | 31 | 27 | +4   |
| 10   | Vigilant Insurance Professionals | 46  | 32 | 11 | 6/1 | 14 | 43 | 43 | 0    |
| 11   | El-Kanemi Warriors               | 46  | 32 | 12 | 3/4 | 13 | 26 | 28 | -2   |
| 12   | Gombe United FCP                 | 46  | 32 | 14 | 0/4 | 14 | 29 | 37 | -8   |
| 13   | Iwuanyanwu NationaleT            | 45  | 32 | 11 | 4/4 | 13 | 25 | 23 | +2   |
| 14   | Bendel InsuranceC3 C4            | 44  | 32 | 11 | 3/5 | 13 | 26 | 35 | -9   |
| 15   | Kano Pillars                     | 43  | 32 | 10 | 4/5 | 13 | 26 | 37 | -11  |
| 16   | Nitel Vasco de GamaP             | 41  | 32 | 9  | 4/6 | 13 | 20 | 37 | -17  |
| 17   | Ranchers BeesP                   | 32  | 32 | 4  | 7/6 | 15 | 15 | 39 | -24  |

|  | Qualification pour la Coupe des clubs champions 1995 |
|  | Qualification pour la Coupe des Coupes 1995 |
|  | Qualification pour la Coupe de la CAF 1995 |
|  | Qualification pour la Coupe de l'UFOA 1995 |
|  | Relégation en Division Two |
|  | T : Tenant du titre C3 : Vainqueur de la Coupe de la CAF 1994 C4 : Vainqueur de la Coupe de l'UFOA 1994 C : Vainqueur de la Coupe du Nigeria P : Promu de Division Two |

## Bilan de la saison
| Championnat du Nigeria de football 1994 |                           |
| Champion                                | BCC Lions (1er titre)     |
| Coupes et trophées                      |                           |
| Vainqueur de la Coupe du Nigeria 1994   | BCC Lions                 |
| Qualifications continentales            |                           |
| Coupe des clubs champions 1995          | BCC Lions                 |
| Coupe des Coupes 1995                   | Julius Berger FC          |
| Coupe de la CAF 1995                    | Bendel Insurance (tenant) |
| Coupe de la CAF 1995                    | Shooting Stars FC         |
| Coupe de l'UFOA 1995                    | Bendel Insurance (tenant) |
| Coupe de l'UFOA 1995                    | Enugu Rangers             |
| Promotions et relégations               |                           |
| Promus en First Division                | Eagle Cement FC           |
| Promus en First Division                | NEPA Lagos                |
| Relégués en Division II                 | Kano Pillars              |
| Relégués en Division II                 | Nitel Vasco de Gama       |
| Relégués en Division II                 | Ranchers Bees             |